# Dacia Dokker
De Dacia Dokker is een ludospace in de middenklasse van het Roemeense automerk Dacia. De Dokker was er als personenauto maar ook als Van met grijs kenteken.

## Beschrijving
De Dokker was niet gebaseerd op de Renault Kangoo maar op de Dacia Lodgy, waar hij tot aan de A-stijl sterk op lijkt. De Dokker is een eigen ontwikkeling van Dacia, terwijl het moederbedrijf Renault en Mercedes-Benz samen één ontwerp delen voor de Kangoo en de Citan.
De productie begon in 2012 in Tanger, Marokko. In september 2012 kwam de auto in Roemenië op de markt. Daarna kwam het model op de markt in de rest van Europa, Noord-Afrika en de Franse overzeese gebieden. In diverse Zuid-Amerikaanse markten werd de Dokker Van aangeboden als Renault Kangoo Express.
In navolging van de Sandero onthulde Dacia op de Mondial de l'Automobile 2014 in Parijs ook een Stepway-versie van de Dokker. De uitvoering heeft bumpers in carrosseriekleur, skidplates aan voor- en achterkant, chroomkleurige accenten rond de mistlampen, zwarte wielkastverbreders en zijskirts. Verder lichtmetalen wielen, Stepway-badges op de voorportieren en in 'dark metal' gespoten dakrails en spiegelkappen. De binnenbekleding heeft blauwe stiksels en Stepway-logo's en ook het stuur, de ventilatieroosters en het instrumentarium zijn voorzien van blauwe accenten.
De opvolger van de bestelwagenversie werd vanaf mei 2021 als Renault Express op de markt gebracht. De eind 2021 gepresenteerde Dacia Jogger volgde naast de Lodgy en de tweede generatie van de Logan MCV ook de personenautoversie van de Dokker op.

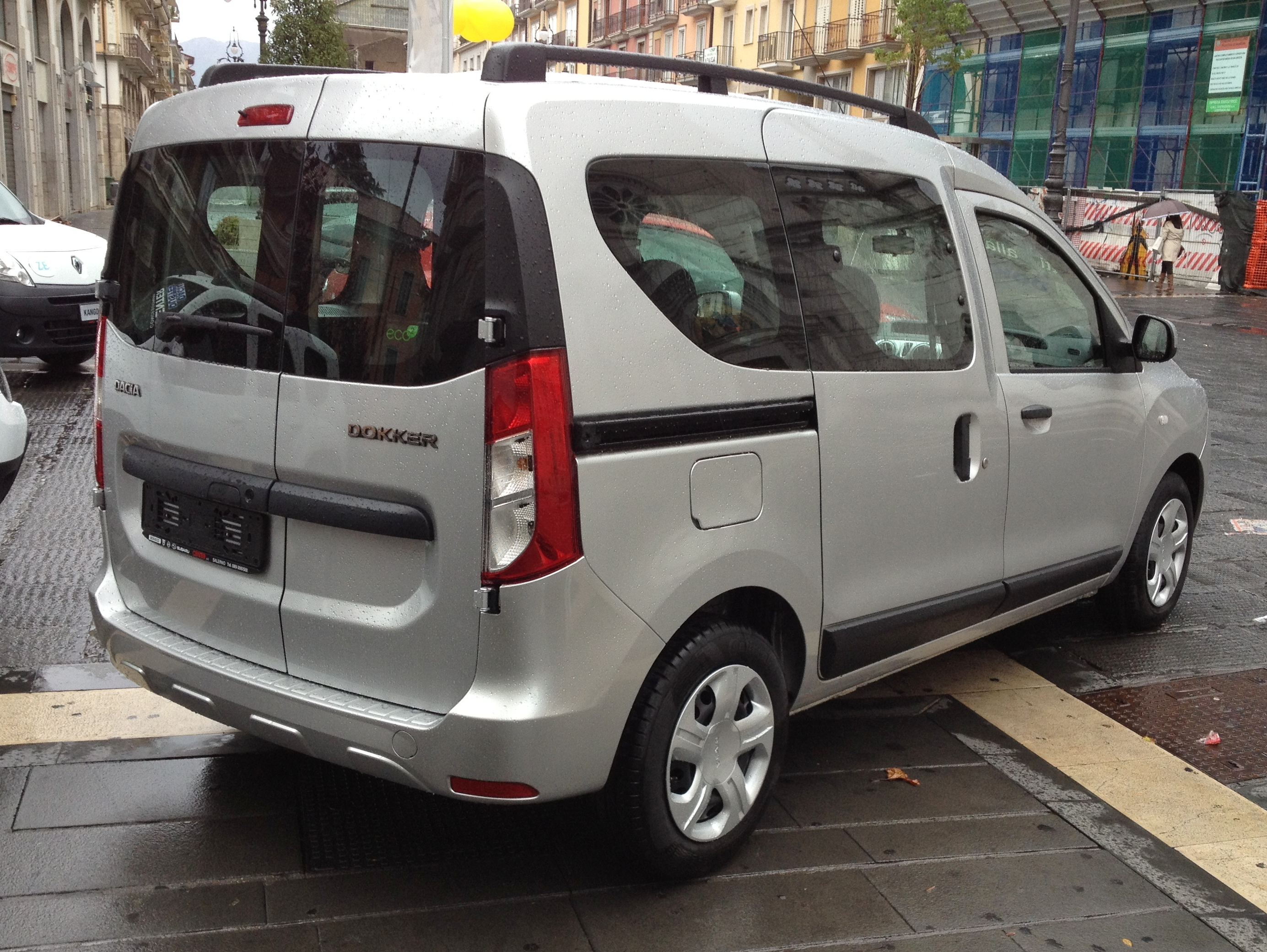
Achteraanzicht
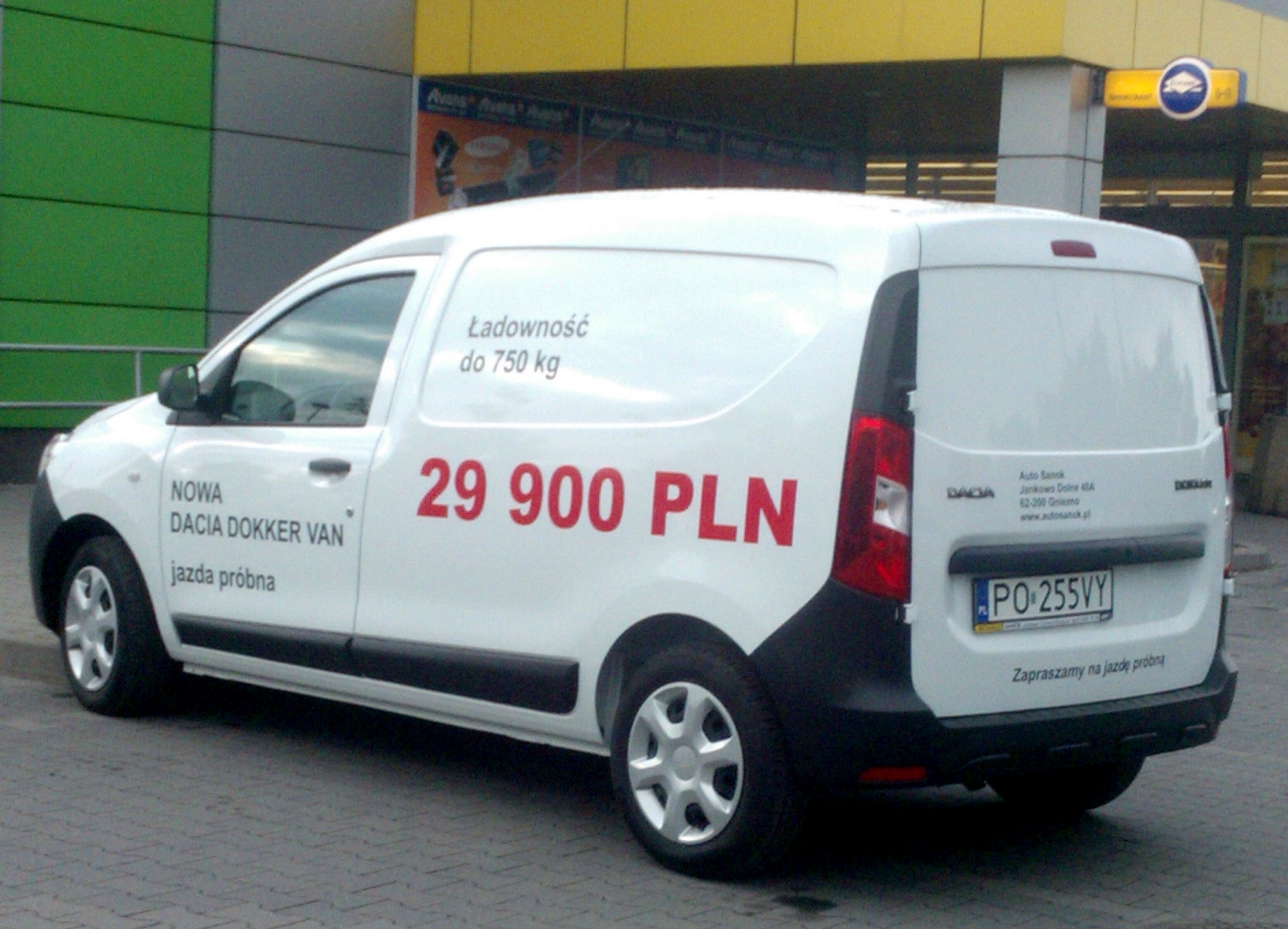
Dacia Dokker Van
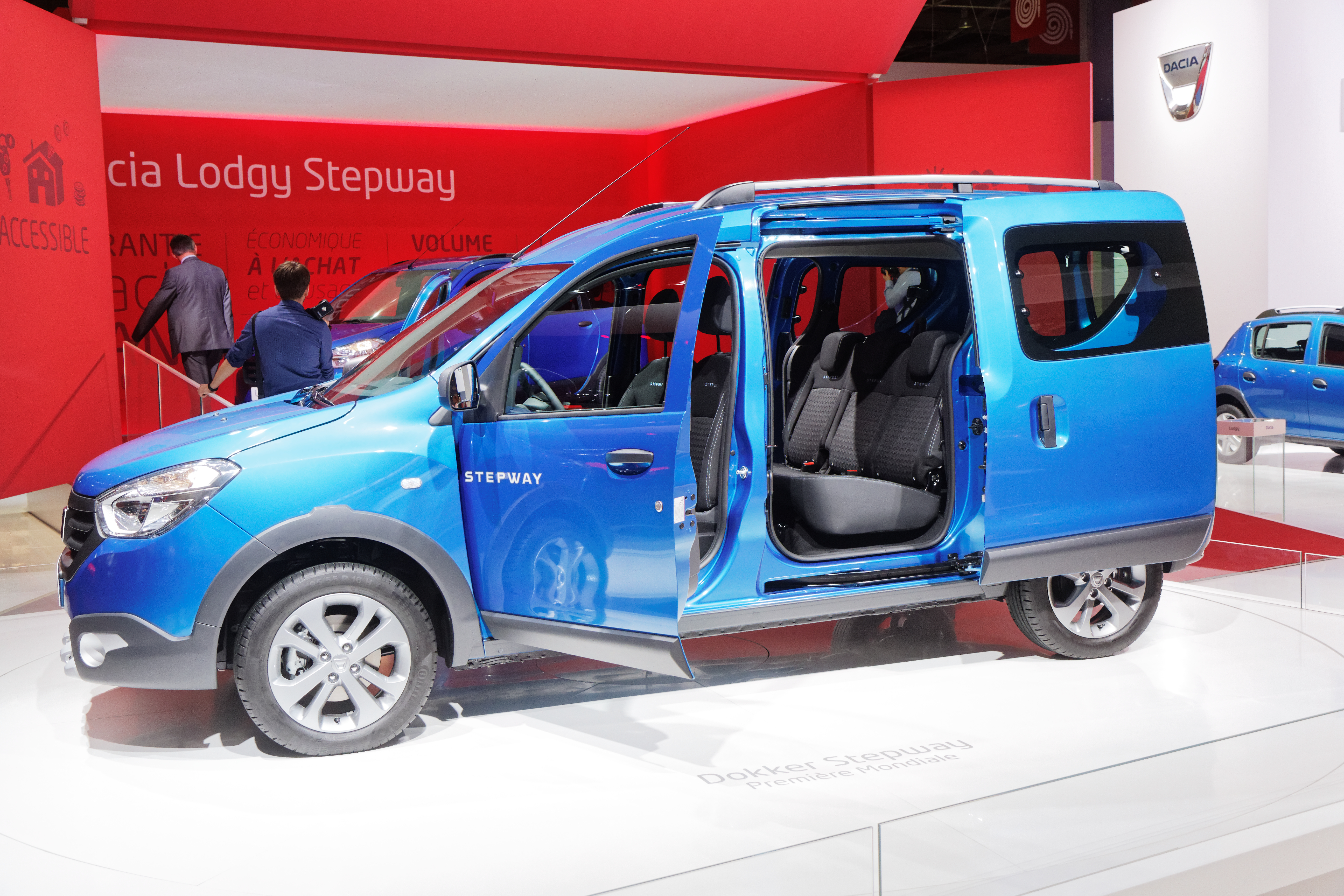
Dacia Dokker Stepway gepresenteerd op de Mondial de l'Automobile 2014 in Parijs

## Technische informatie
| Algemene technische informatie | Algemene technische informatie  |
| Onderdeel                      | Informatie                      |
| ------------------------------ | ------------------------------- |
| Lengte                         | 4,4 meter                       |
| Breedte                        | 1,75 meter                      |
| Hoogte                         | 1,8 meter                       |
| Wielbasis                      | 2,8 meter                       |
| Gewicht                        | 1.165 - 1.405 kg                |
| Aandrijving                    | 2WD                             |
| Uitvoering                     | driedeurs (tot 2013), vijfdeurs |
| Inzittenden                    | vijf                            |
| Versnellingsbak                | Handmatig                       |
| Uitvoeringen                   | 1.2 L TCe 1.6 L 1.5 L DCi       |

In productie:
Duster ·
Jogger ·
Logan ·
Sandero ·
Spring

Niet meer geproduceerd:
500 ·
1100 ·
1210 ·
1300 ·
1302 ·
1304 ·
1305 ·
1307 ·
1309 ·
1310 ·
1320 ·
1325 ·
1410 ·
1410 Sport ·
2000 ·
Dokker ·
Lodgy ·
Nova ·
Solenza ·
SupeRNova